# Ginger Lynn
Ginger Lynn (Rockford, Illinois, 14 de desembre de 1962) fou una de les principals actrius del cinema pornogràfic nord-americà a la dècada dels vuitanta, compartint el lideratge del gènere amb l'aleshores emergent Traci Lords. Forma part dels salons de la fama d'AVN i XRCO.

## Biografia
Nascuda en el si d'una família desestructurada, Ginger va viure una infantesa i adolescència difícils durant la qual segons algunes fonts fou víctima de freqüents abusos sexuals per part dels seus pares. Els avis materns varen aconseguir separar-la dels seus progenitors i fer-se'n càrrec després d'un intent de suïcidi amb pastilles el 1974.
Als vint anys Ginger va emigrar a Califòrnia on va començar a treballar com a model de revistes eròtiques i pocs mesos després debutà en el cinema per adults en acabar l'any 1983 en un film titulat Surrender in Paradise (Svetlana-1984) rodat quasi íntegrament en exteriors a les illes Hawaii. Durant el rodatge d'aquest film, en el qual apareixia també el famós actor porno Ron Jeremy, Ginger va celebrar el seu 21è aniversari.
La bellesa de Ginger, el seu dirty talking (llenguatge lasciu i directe) i la seva prestància en les escenes més lascives i compromeses (sexe anal i doble penetració -pràctiques encara poc esteses aleshores) la varen catapultar ben aviat cap a l'estrellat, just en el moment en què la indústria del cinema X iniciava la transició des del cinema de pantalla gran al suport de vídeo domèstic incrementant notablement la producció.
El 1984 va signar un contracte amb la recent creada productora Vivid sota la direcció del realitzador Bruce Seven i Ginger Lynn va arribar a tenir la seva pròpia col·lecció de vídeos, en els títols dels quals figurava sempre el seu nom. D'aquest grup en formen part films com The Ginger Effect, I Dream for Ginger; Ginger's Sex Asylum o Gentlemen prefer Ginger.
La jove Ginger va coincidir amb l'altra gran estrella del moment Traci Lords en algunes produccions d'èxit com The Grafenberg Spot (Jim i Artie Mitchell-1985), Those young girls (Myles Kidder-1984, Miss Passion (Suzy Randall-1985) o New Wave Hookers (Gregory Dark-1985).
El 1985 va rebre diversos guardons tant de l'Organització de Crítics de Films X (XRCO) com de l'Adult Video News (AVN), les dues entitats més prestigioses dintre del gènere. Alguns dels seus films més coneguts foren: The Pleasure Hunt (Lawrence T. Cole-1985) en la qual s'enfrontava a una tripleta de sementals de la talla de Tom Byron, Mark Wallice i Buck Adams; Ten Little Maidens; Kinky Bussines i Slumber Party.
Al febrer de 1986, després d'haver intervingut en gairebé un centenar de pel·lícules, va decidir abandonar el cinema porno amb la pretensió d'intentar fer-se un lloc en el cinema convencional. Però no va tenir massa sort. Les seves aparicions es limitaren a films de sèrie B, generalment editats només en vídeo amb el nom de Ginger Lynn Allen. D'altra banda va tenir problemes amb la justícia per temes fiscals i va ser empresonada durant setanta dies el 1991. La seva addicció a la cocaïna també passà factura al seu físic que s'anà desmillorant progressivament fins al límit d'haver de ser internada en un centre de rehabilitació de toxicòmans. Durant aquest període (1990-1992) Ginger va tenir una relació sentimental amb l'actor Charlie Sheen. El 1996, amb 34 anys, va ser mare d'un nen, Sterling Wayne Robert Allen.
Finalment, l'any 1999 amb un cos que ja delatava clarament el pas dels anys, els problemes econòmics la portaren a acceptar el retorn al cinema porno reapareixent com a protagonista en els films Torn, dirigit per Veronica Hart, White Lightning (2000), i New Wave Hookers 6 (2000).

## Filmografia parcial
Adult
- Taken (2001) – 2002 AVN Award for Best Actress
- Beverly Hills Cox (1986)
- Trashy Lady (1985)
- Ten Little Maidens (1985) – AVN Awards 1986 Best Couples Sex Scene
- Project: Ginger (1985) – AVN Awards 1986 Best Actress – Video
- New Wave Hookers (1985)
- Electric Blue 28 (1985)
- Kinky Business (1984) – AVN Awards 1985 Best Couple in a Sex Scene (with Tom Byron)
- Slumber Party (1984) – AVN Awards 1986 Best Couple in a Sex Scene (with Eric Edwards)
- The Pink Lagoon (1984)
- Surrender in Paradise (1984)
- Taboo 4 (1985) the younger generation
- Ginger Lynn: The Movie (1988) – AVN Awards 2006 Best Classic Release on DVD

Cinema convencional
- National Lampoon's Van Wilder The Rise of Taj (2007)
- Kisses and Caroms (aka American Pool) (2006)
- American Pie Presents Band Camp (2005)
- The Devil's Rejects (2005)
- Save Virgil (2004)
- Evil Breed: The Legend of Samhain (2003)
- The Independent (2000)
- The Last Late Night (1999)
- God's Lonely Man (1996)
- The Stranger (1995)
- Ultimate Taboo (1995)
- Trouble Bound (1993)
- Mind, Body & Soul (1992)
- Leather Jackets (1992)
- Bound & Gagged: A Love Story (1992)
- Vice Academy Part 3 (1991)
- Whore (1991)
- Young Guns II (1990)
- Buried Alive (1990)
- Vice Academy Part 2 (1990)
- Hollywood Boulevard II (1989)
- Cleo/Leo (1989)
- Satan's Storybook (1989)
- Vice Academy (1989)
- Dr. Alien (1989)
- Wild Man (1989)

Televisió
- Dave's Old Porn (2012)
- The Dog Whisperer (2010)
- Skin (2003)
- Metallica (videoclip) – Turn the Page (1998)
- Silk Stalkings (1994)
- NYPD Blue (1993)
- Super Force (1991)